# اتحاد تنسيقيات الثورة السورية
اتحاد تنسيقيات الثورة السورية هو منظمة تضم مجموعات تنسيق وناشطي الحراك الثوري الذي بدأ في سورية في العام 2011 والذي يهدف إلى إسقاط نظام الحكم الاستبدادي لعائلة الأسد. مهمة الاتحاد هي تمثيل الحراك المدني على الأرض سياسياً وإعلامياً وتنسيق وتوحيد العمل ميدانياً، بالإضافة إلى تشكيل قاعدة لمجلس من شباب وناشطي الثورة لحماية أهدافها وضمان تحقيقها بشكل كامل. وقد تم تأسيس الاتحاد وإصدار بيانه التأسيسي في الأول من حزيران/يونيو 2011 في العاصمة دمشق في سورية.
يضم اتحاد تنسيقيات الثورة السورية أكثر من 216 تنسيقية ومجلس وتجمع ولجنة محلية لتنسيق الحراك الثوري للمظاهرات السلمية في سورية. ويسعى الاتحاد كمنظمة إلى إنهاء نظام الحكم الاستبدادي في سورية والمتمثل في رئيس سورية الحالي بشار الأسد لكي يكون ذلك خطوة البداية من أجل بناء سورية كدولة تقوم على احترام القانون وحقوق الإنسان والأقليّات والحقوق المدنية والديمقراطية

## حول عمل اتحاد تنسيقيات الثورة السورية
اتحاد تنسيقيات الثورة السورية هو منظمة مدنية لاربحية تم إعلانها في سورية وتضم منسقي المظاهرات المناوئة للنظام السوري من كافة أنحاء سوريا. حيث يؤمن الاتحاد بفعالية الحراك السلمي الشعبي بجميع أشكاله مثل التظاهر السلمي و العصيان المدني والإضرابات و غيرها من مظاهر العصيان غير المسلح كأفضل وسيلة لتحقيق أهداف الثورة السورية. كما يؤمن الاتحاد أن هذه الوسائل هي الأقل كلفة من حيث الحفاظ على الأرواح وحقن الدماء في نضال الشعب السوري لتحقيق الديمقراطية وبناء سوريا الوطن الذي يتسع لجميع أبنائه ويمنحهم حق المشاركة في حكم الشعب كبديل عن حكم العائلة الواحدة.
وعلى الرغم من أن الاتحاد هو وبشكل حصري جزء من الحراك السلمي غير المسلح، إلّا أن الاتحاد يؤمن بشرعية النضال المسلح الذي اضطرّ المنشقون عن الجيش السوري أن يكونو جزءاً منه. فهؤلاء المنشقون الذين شكّلوا الجيش السوري الحر رأوا بأعينهم إجرام النظام السوري الحاكم وشاهدو عائلاتهم وإخوانهم يذبحون على مرأى منهم ومن العالم أجمع فاضطروا لحمل السلاح لحماية المدنيين العزّل من بطش آلة حرب النظام السوري التي تفوق قدراتها القدرات التي يملكها الجيش الحر بأضعاف مضاعفة.
الاتحاد يؤمن بأن المساعدات الإنسانية والطبية يجب أن تُقدّم إلى كل من يحتاجها بغض النظر عن انتمائهم السياسي. هذا المبدأ ينطبق أيضاً على أسرى الجيش الأسدي اللذين أُسروا أثناء قتالهم في صفوف جيش النظام. فهذا جزء من التزام الاتحاد بالمعاهدات والأعراف الدولية في هذا الصدد، ومنها اتفاقيات جنيف الأربعة والبروتوكولات الملحقة بها.
يؤمن الاتحاد أيضاً بأن المجتمع الدولي ممثلاً بالأمم المتحدة وجامعة الدول العربية وغيرها من الجمعيات الدولية لابد أن يكون على مستوى المسؤولية وأن يقف أمام التزاماته في حماية الشعب السوري واتخاذ الإجراءات القانونية بحق كل من يرتكب الجرائم بحق الشعب السوري وينتهك الأعراف الدولية. انطلاقاً من هذا المبدأ، قام الاتحاد بدعم كافة الخطط التي قُدمت من قبل المجتمع الدولي والمتعلقة بالأزمة السورية ومنها خطة كوفي عنان لوقف سفك الدماء والإفراج عن كافة المعتقلين. هذه الخطط بأهدافها المعلنة هي جزء من أهداف الاتحاد منذ تأسيسه. فالاتحاد يؤمن بشرعية نضاله المجتمعي ويرفض أي حوار مع النظام قبل سحب المظاهر العسكرية من كافة المدن السورية والإفراج عن كافة الناشطين والمعتقلين السياسيين واعترافه بالجرائم التي ارتكبت بحق الشعب السوري وإثبات استعداده لنقل السلطة إلى الشعب الذي هو مصدر جميع السلطات.

## نشاطات اتحاد تنسيقيات الثورة السورية
- تمثيل الحراك الثوري في سورية إعلامياً عن طريق القنوات الإعلامية ووكالات الأنباء وشبكة الإنترنت
- تمثيل الحراك الثوري سياسياً أمام ممثلي المجتمع الدولي والإقليمي.
- العمل على جلب الدعم التقني والمادي للناشطين والتنسيقيات الفاعلة.
- ابتكار حملات ومشاريع تساهم في رفع سوية العمل الثوري وتصعيده لكي يحقق أهدافه بأسرع وقت.
- التواصل مع مؤسسات المجتمع الدولي وتطوير مشاريع لتفعيل عمل الناشطين السلميين في سورية.

## روابط خارجيّة
- الموقع الرسسمي لاتحاد تنسيقيات الثورة السورية
- صفحة اتحاد تنسيقيات الثورة السورية على الفيس بوك  على فيسبوك..
- صفحة بيانات اتحاد تنسيقيات الثورة السورية على الفيس بوك  على فيسبوك..
- ممثل اتحاد تنسيقيات الثورة السورية على الإعلام 1 على يوتيوب